# Darko Anić
Darko Anić (ur. 30 kwietnia 1957 w Zadarze) – francuski szachista i trener szachowy pochodzenia chorwackiego, arcymistrz od 2001 roku.

## Kariera szachowa
Pierwszym szachowym sukcesem Anicia było zwycięstwo w mistrzostwach Zadaru w 1974 roku. W 1979 triumfował w mistrzostwach Dalmacji, a w 1985 został mistrzem Chorwacji. Wielokrotnie brał udział w finałach indywidualnych mistrzostw Francji, zdobywając dwa medale: srebrny (Narbona 1997) i brązowy (Nantes 1993).
Najwyższy ranking w karierze osiągnął 1 stycznia 2000 r., z wynikiem 2499 punktów zajmował wówczas 15. miejsce wśród francuskich szachistów.
Od 1992 r. współpracował z Francuską Federacją Szachową w zakresie szkolenia młodzieży. W 2004 roku był menedżerem francuskich szachistów na szachowej olimpiadzie w Calvii. Pomiędzy 2000 a 2005 rokiem reprezentował czołówkę francuskich szachistów w zarządzie federacji.